# 荒川和久
荒川 和久（あらかわ かずひさ）は、日本のコラムニスト。独身研究家を名乗って活動している。

## 経歴
栃木県宇都宮市出身。早稲田大学法学部卒業後に株式会社博報堂へ入社し、自動車・飲料・食品・化粧品などのプロモーションを担当する。2014年に博報堂ソロ男子プロジェクト（現：博報堂ソロもんラボ）を立ち上げた。それ以来、日本の独身男女を研究する「独身研究家」として知られるようになった。
現在は、宣伝会議において男性消費をテーマとした講座のレギュラー講師および、Yahoo!ニュース エキスパートを勤める。コラムニストとしての主な論点は「日本で出生数が減少したのは、婚姻数が減少しているから」といったものがある。

## 著作
- 『結婚しない男たち 増え続ける未婚男性「ソロ男」のリアル』ディスカヴァー・トゥエンティワン〈ディスカヴァー携書〉、2015年11月。ISBN 978-4-7993-1798-3。
- 『超ソロ社会 「独身大国・日本」の衝撃』PHP研究所〈PHP新書〉、2017年1月。ISBN 978-4-569-83276-0。
- 『ソロエコノミーの襲来』ワニブックス〈ワニブックスPLUS新書〉、2019年4月。ISBN 978-4-8470-6622-1。
- 『結婚滅亡 「オワ婚時代」のしあわせのカタチ』あさ出版、2019年11月。ISBN 978-4-86667-174-1。
- 中野信子 共著『「一人で生きる」が当たり前になる社会』ディスカヴァー・トゥエンティワン〈ディカヴァー携書〉、2020年12月。ISBN 978-4-7993-2706-7。
- 『知らないとヤバい ソロ社会マーケティングの本質』ぱる出版、2023年4月。ISBN 978-4-8272-1390-4。
- 『「居場所がない」人たち 超ソロ社会における幸福のコミュニティ論』小学館〈小学館新書〉、2023年4月。ISBN 978-4-09-825443-9。